# Aleksandr Rabinovitsj-Barakovski
Aleksandr Iljitsj Rabinovitsj-Barakovski (Russisch: Александр Ильич Рабинович-Бараковский, Frans: Alexandre Rabinovitch-Barakovsky) (Bakoe, 30 maart 1945) is een Azerbeidzjaanse componist, dirigent en pianist.

## Biografie
Hij studeerde aan het Moskou Conservatorium P. I. Tsjaikovski (Russisch: Московская Государственная Консерватория им. П.И.Чайковского) in Moskou; piano bij Wenjamin Iosifovitsj Fleischman en compositie bij Dmitri Borissovitsj Kabalevski en Aleksandr Piroemov. Hij vertrok in 1974 naar Zwitserland en vestigde zich in Genève.
Hij is nog steeds actief als componist en ook als dirigent.
Als dirigent is hij gespecialiseerd in het romantisch repertoire.
Als componist is hij te vergelijken (voor zover dat kan) met componisten als Nikolai Korndorf, Alemdar Karamanov en Valentin Silvestrov, maar ook b.v. met Karl Jenkins (Adiemus-project). Ook worden elementen uit de minimal music aangetroffen.

## Oeuvre
Al zijn composities worden ondergebracht is één grote overkoepelende compositie:
"Anthology of Archaic Rituals- In Search of the Center"
Artikelen over delen van deze compositie:
- Les mots de Andrei Biely (1969) cantate
- Le point d'appui trouvé (1970) kamermuziek
- Happy end (1972) elektro-akoestisch stuk
- La Belle Musique no 2 (1974) kamermuziek
- Perpetuum mobile (1975) versterkte cello, versterkte piano (opgedragen aan Mark Drobinsky)
- Fairy tale (1975) versterkte viool solo, versterkte piano, versterkte vibrafoon (+ versterkt klokkenspel)
- Le récit de voyage (1976) viool, cello, marimba, piano (opgedragen aan Alexei Lubimov)
- La Belle Musique no 3 (1977) voor orchestra
- Requiem pour une marée noire (1978) versterkte sopraan, versterkte vibrafoon, versterkte piano
- Entente cordiale (1979) versterkte piano en orkest
- Litanies (1979) strijkkwartet en vibrafoon
- Musique populaire (1980) 2 versterkte piano's, 2 versterkte marimba's, versterkte celesta (opgedragen aan M. Argerich)
- Discours sur la délivrance (1982) versterkte cello solo, versterkte piano, versterkte clavinova, versterkte vibrafoon
- La belle musique no 4 (1987) voor 4 versterkte piano's
- Cantique pour Orfeo (1987) versterkte bariton, versterkte vibrafoon, versterkte piano, versterkte celesta (opgedragen aan Philippe Huttenlocher)
- In illo tempore (1989) sinfonia concertante voor 2 versterkte piano's and chamber orchestra
- Musique populaire (1994) 2 versterkte piano's en orkest
- 3 Invocations (1995)  strijkkwartet en versterkte celesta
- Incantations (1996) sinfonia concertante voor versterkte piano (+ versterkte celesta) en kamerorkest (opgedragen aan Martha Argerich)
- 6 Etats intermédiaires (1997-98) sinfonia voor orkest, gebaseerd op de "Bardo Thödol" (Tibetaans dodenboek)
- La Triade (1998) sinfonia concertante voor versterkte viool en orkest (opgedragen aan  Yayoi Toda)
- La harpe de David (1999) sinfonia concertante voor versterkte cello en orkest
- The celtic harp (2000) sinfonia concertante voor versterkte viool, versterkte altviool en orkest
- Die Zeit (2000) voor 4 versterkte instrumenten: viool, cello, piano, celesta (opgedragen aan Maria Balkan)
- Le Tryptique (2000) sinfonia voor orkest.
- Les trois Gunas (2001) voor versterkte fluit, versterkte klarinet, versterkte clavinova, versterkte vibrafoon+marimba+klokkenspel (1 slagwerker), versterkte piano.
- Jiao (2004) voor 11 strijkers, versterkte celesta, versterkte vibrafoon, versterkte clavinova
- Maithuna (2005) sinfonia concertante voor orkest
- Les Chants-Spirales (2006) voor versterkte vibrafoon solo, versterkte clavinova, versterkte piano.